# ヒャッポダ
ヒャッポダ（百歩蛇、Deinagkistrodon acutus）は、クサリヘビ科に分類されるヘビ。本種のみでヒャッポダ属を形成する。特定動物。
噛まれたら百歩歩くうちに死ぬとされ、台湾では百歩蛇と呼ばれている。日本名、英名もこれに準ずる。中国では五歩蛇と呼ばれることもある。また、頭部の形状から尖吻蝮とも呼ばれる。

## 分布
中国（南東部、海南島）、台湾、ベトナム。

## 形態
平均全長80-100cm。最大155cm。ニホンマムシと同じく、全長に比して胴が太く体形は太短い。体色は濃褐色で、暗褐色の三角形に縁取られた明色の斑紋が入る。この斑紋は落ち葉の中では保護色になる。鱗には隆起（キール）が入る。
頭部は三角形で吻端は尖り、上方に反り返っている。目は金色で細い縦長の瞳を持つ。

### 毒
百歩歩く内に死ぬというのは大袈裟であるが、毒は強力な出血毒で、量も多く危険である。

## 生態
山地の森林に住み、特に水辺を好む。動きは緩怠。
食性は動物食で、ネズミ、鳥類、カエル等を食べる。
繁殖形態は卵生で、1回に20-30個の卵を産む。
数が少なく、蛇取りもなかなかお目に掛かることがないため、幻の蛇と呼ばれている。

## 人間との関係
台湾ではアマガサヘビ、タイワンコブラ、タケアオハブ、タイワンハブ、タイクサリヘビ（Daboia siamensis）と共に「台湾六大毒蛇」と呼ばれる。
中国の広東料理では、五蛇の1つに数え、蛇スープの食材としている。また、肝酒や蛇酒にも利用されている。台湾では漢方薬の材料として高価で取引される。台湾原住民のパイワン族では貴族の先祖として崇拝されており、殺傷は禁忌とされている。